# Laniarius amboimensis
Laniarius amboimensis là một loài chim trong họ Malaconotidae.